# 탱고 게임웍스
탱고 게임웍스(영어: Tango Gameworks Inc.)는 일본 도쿄에 있는 비디오 게임 개발사이다. 2010년 3월 전 캡콤 소속의 개발자 미카미 신지가 창립했으며, 같은 해 10월 재정난 이후 제니맥스 미디어가 인수했다.
생존 공포 게임 《디 이블 위딘》(2014)과 그 후속작 《디 이블 위딘 2》(2017), 액션 어드벤처 게임 《고스트와이어: 도쿄》(2022)와 리듬 기반 액션 게임 《하이파이 러시》(2023)를 제작했다.
탱고의 모회사인 제니맥스 미디어가 2021년 3월 마이크로소프트에 인수되면서 탱고는 마이크로소프트 게이밍의 첫 일본 스튜디오가 되었다. 2024년 6월 마이크로소프트는 탱고를 폐쇄했으며, 2024년 8월 대한민국의 배급사인 크래프톤이 마이크로소프트로부터 인수하였다.

## 역사
2021년 3월, 마이크로소프트가 미화 750백만 달러에 제니맥스 미디어를 인수해 엑스박스 게임 스튜디오 산하가 됐다. 2022년 3월, 탱고는 모바일 게임 《히어로 다이스》를 출시했고 5달 후 서비스를 종료했다. 2023년 1월 25일, 엑스박스와 베데스다의 개발사 다이렉트에서 탱고가 리듬 액션 게임 《하이파이 러시》를 공개했으며 당일에 즉시 발매했다.

## 개발 게임
| 연도 | 제목               | 플랫폼                                                                | 배급사              |
| ---- | ------------------ | --------------------------------------------------------------------- | ------------------- |
| 2014 | 디 이블 위딘       | 플레이스테이션 3, 플레이스테이션 4, 윈도우, 엑스박스 360, 엑스박스 원 | 베데스다 소프트웍스 |
| 2017 | 디 이블 위딘 2     | 플레이스테이션 4, 윈도우, 엑스박스 원                                 | 베데스다 소프트웍스 |
| 2022 | 고스트와이어: 도쿄 | 플레이스테이션 5, 윈도우                                              | 베데스다 소프트웍스 |
| 2022 | 히어로 다이스      | 안드로이드, iOS                                                       | 제니맥스 아시아     |
| 2023 | 하이파이 러시      | 윈도우, 엑스박스 시리즈 X/S                                           | 베데스다 소프트웍스 |

## 참조